# Hibana incursa
Hibana incursa là một loài nhện trong họ Anyphaenidae.
Loài này thuộc chi Hibana. Hibana incursa được Ralph Vary Chamberlin miêu tả năm 1919.